# ハナガメ
ハナガメ（花亀、Mauremys sinensis）は、カメ目イシガメ科イシガメ属に分類されるカメである。

## 分類
現生種では本種のみでハナガメ属（Ocadia）を構成していたが、核DNAおよびミトコンドリアDNA、短鎖散在反復配列（SINE法）に基づく分子系統解析から、本種とクサガメ属、ニホンイシガメで単系統群を形成すると推定されたためイシガメ属に含む説が有力である。一方でハナガメ属の記載がクサガメ属よりも古いため、クサガメ属の構成種とニホンイシガメをハナガメ属として分割する説もある。
旧属名Ocadiaは記載者Grayによる造語で特に意味はない。
2007年には千葉県にある更新世中期の地層から発掘された化石に基づき、化石種ニホンハナガメが記載された。
クチキレハナガメO. glyphistoma（本種とアンナンガメの雑種）やダイダイハナガメO. philippeni（本種とミスジハコガメの雑種）といった種間雑種が、誤って新種として記載されたこともある（これらの学名は抹消されている）。

## 分布
中華人民共和国（海南省、広東省、江蘇省、浙江省、香港、広西チワン族自治区）、台湾、ベトナム北部および中部。これらの地域以外にもラオスに分布する可能性もあるとされる。
タイプ標本の産地（基準産地・タイプ産地・模式産地）は中国。種小名のsinensisは「中国産の」の意。
また、日本列島に分布した化石種のニホンハナガメ（Ocadia nipponica）と近縁であった可能性が指摘されている。

## 形態
最大甲長27センチメートル。オスよりもメスの方が大型になる。背甲はやや扁平で、上から見ると中央よりやや後方で最も幅が広くなるやや細長い楕円形。椎甲板に断続的な瘤状の盛り上がり（キール）があるが、老齢個体では消失することもある。縁甲板は尖らない。背甲の色彩は暗黄色や褐色、黒で、キールやキールがあった箇所に明褐色や橙色の斑紋が入る個体が多い。背甲と腹甲の継ぎ目（橋）は発達する。
腹甲は大型で細長い。橋や腹甲の色彩は淡黄色や黄褐色で、甲板ごとに暗色斑（幼体では同心円状や眼状）が入る。この斑紋が花のように見えることが中国語名（花亀）や和名の由来と考えられている。
頭部は小型。吻端はやや突出し、上顎の先端は突出したり凹むことはない。後頭部は小型鱗で覆われる。上顎を被う角質（嘴）にはわずかに鋸状の突起があり、咬合面は幅広く稜が発達する。頭部の色彩は暗黄色や灰褐色、暗褐色、黒。頭部から頸部にかけて左右に8本ずつ以上の淡黄色や黄緑色の細い縦縞が入る。四肢はやや細く、前腕部に幅広く丸みを帯びた大型鱗が重ならずに並ぶ。趾の間には指趾の先端まで水掻きが発達する。四肢にも細い筋模様が入る。
卵は長径4センチメートル、短径2.5センチメートル。幼体は肋甲板にキールがあり、後部縁甲板の外縁がやや鋸状に尖る。成長に伴い肋甲板のキールが不明瞭になり、縁甲板の突起は消失する。
オスはメスに比べると背甲が細長く甲高が低い。オスは尾が太くて長く、尾をまっすぐに伸ばした状態では総排泄孔全体が背甲の外側に位置する。メスは尾が細いうえに短く、尾をまっすぐに伸ばしても総排泄孔が背甲よりも内側にある。

## 生態
低地にある流れの緩やかな河川や池沼、湿原などに生息し、底質が砂泥の小規模な止水域を好む。半水棲だが、岸辺や中州、倒木や岩の上などで日光浴を行うことを好む。
食性は雑食。幼体は動物食傾向が強いが、暖季およびメスの成体は植物食傾向が強くなる。
繁殖形態は卵生。1回に5 - 20個の卵を産む。卵は飼育下では約2か月で孵化した例がある。オスは甲長12センチメートル以上（生後2年半以上）、メスは甲長20センチメートル以上（生後6年以上）で性成熟する。

## 人間との関係
生息地では食用とされることもある。
生息地の破壊、食用の乱獲などにより生息数は激減している。2005年に中華人民共和国がワシントン条約附属書IIIに掲載した。

ペットとして飼育されることもあり、日本にも輸入されていた。主に幼体が流通していた。ワシントン条約に掲載されたため流通量が減少したが、日本国内での飼育下繁殖個体も流通していた。水場を広く取ったアクアテラリウムで飼育される。日本では寒冷地を除いて成体なら屋外越冬も可能なため、屋外の池で飼育されることもあった。幼体は低温や水質悪化に弱く、真菌による皮膚病にかかりやすい傾向がある。そのため流木やレンガ、市販の水棲カメ専用のプラスチック製の浮島等で体を乾かすための陸地を用意し、日光浴をさせたり屋内で飼育する場合は局所的に水に強い暖房器具等で皮膚や甲羅を乾かすことのできる環境を作る必要がある。飼育下では配合飼料にも餌付く。一方でメスの成体は動物質の餌を与えすぎると肥満や突然死の原因となるため、成長に伴い植物質の餌を多く与えるようにする。日本では2016年10月に特定外来生物に指定（クサガメ・ニホンイシガメ・ミナミイシガメとの種間雑種も含む）され、飼養・保管・運搬・放出・輸入などが規制された。